# مجنحة متسلقة
المجنحة المتسلقة (تسمية ثنائية:†Scansoriopteryx) هو جنس من ديناصورات الصائدات المخلبية تم وصف المجنحة المتسلقة من عينة أحفورية لفرد يافع وجد في لياونينغ في الصين وهو حيوان بحجم عصفور الدوري يظهر تكيفات في القدم تشير إلى نمط حياة شجري (ساكن للأشجار). كان يمتلك إصبعًا ثالثًا غير معتاد وقد يكون دعامة لجناح غشائي مثله مثل زاحف اليي التشي ذات الصلة. تحتوي العينة النمطية للمجنحة المتسلقة أيضًا على انطباع لريش متحجر. يعتبر معظم الباحثين هذا الجنس مرادفًا لجنس العظاءة الشجرية المعتلية (Epidendrosaurus) مع تفضيل البعض معاملة المجنحة المتسلقة كمرادف أصغر له على الرغم من أنه الاسم الأول الذي تتم نشره بشكل صحيح.